# Доихара, Кэндзи
Кэндзи Доихара (яп. 土肥原 賢二, 8 августа 1883, Окаяма — 23 декабря 1948, Токио) — японский генерал, разведчик.

## Биография
В 1904 году окончил Военную академию. Служил в различных полках. В 1912 году окончил Высшую военную академию. Был направлен военным атташе в Пекин. В 1920-е годы руководил разведывательной службой японской армии в Восточной Сибири и Северном Китае. В 1926—1927 годах служил во 2-м пехотном полку, в 1927 — в 3-м пехотном полку, в 1927—1928 — в 1-й дивизии. Был военным советником маршала Чжан Цзолиня. В 1929—1930 годах — командир 30-го пехотного полка.
В 1931 году — начальник разведывательной службы Квантунской армии, главный организатор так называемого Маньчжурского инцидента (сентябрь 1931 года), послужившего в качестве предлога для захвата японскими войсками Маньчжурии. Губернатор оккупированного японцами Мукдена. Организовал приезд в Маньчжурию последнего китайского императора Пу И, который стал регентом (1932), а затем императором (1934) Маньчжоу-Го. В 1931—1932 годах — референт-адъютант генерала Нисио Тосидзо, главного японского военного советника при Пу И.
В 1932—1933 годах — командир 9-й бригады. С апреля 1933 по май 1934 — начальник разведывательной военной миссии в Мукдене. С 1934 года служил в 12-й дивизии. В 1937—1939 годах — командир 14-й пехотной дивизии в Китае. Участвовал в боях в районе озера Хасан и в районе реки Халхин-Гол.
С августа 1939 по ноябрь 1941 года командовал 5-й армией, дислоцированной в Маньчжурии. В 1940 году — член Высшего военного совета, затем начальник Военной академии. В 1941—1943 годах — генерал-инспектор армейской авиации. В мае 1943 года назначен командующим Восточной армией, штаб которой был размещен в районе Токио. 22 марта 1944 года под командованием Доихары был сформирован 7-й фронт, которому подчинялись войска 16-й, 25-й и 29-й армий, дислоцированные в Сингапуре, Малайе, Борнео, на Суматре и Яве. С апреля 1945 года — командующий 12-м фронтом (штаб в Токио). С 21 июля по август 1945 года — главный инспектор боевой подготовки. В сентябре, после самоубийства фельдмаршала Сугиямы, возглавил Первое командование, предназначенное для обороны Японских островов.
После капитуляции Японии 21 сентября 1945 года был арестован оккупационными властями. Был одним из обвиняемых на Токийском процессе. На суде отказался давать показания. Приговорен к смертной казни. 23 декабря 1948 повешен в тюрьме Сугамо.